# Holotrichia szechuanensis
Holotrichia szechuanensis är en skalbaggsart som beskrevs av Zhang 1965. Holotrichia szechuanensis ingår i släktet Holotrichia och familjen Melolonthidae. Inga underarter finns listade i Catalogue of Life.